# Pipistrellus papuanus
Pipistrellus papuanus es una especie de murciélago de la familia Vespertilionidae.

## Distribución geográfica
Se encuentra en Indonesia y Papúa Nueva Guinea.